# Došen Duliba
Došen Duliba je naselje u Republici Hrvatskoj, u sastavu Općine Karlobag, Ličko-senjska županija. Prema popisu stanovništva iz 2011. godine naselje nije imalo stanovnika, niti domaćinstava.

## Položaj
Naselje se nalazi 16 kilometara zapadno od Gospića i 48,5 kilometara sjeverno od Zadra. Naselje se nalazi u sastavu općine Karlobag.
Naselje se nalazi na 909 metara nadmorske visine.

## Stanovništvo
Prema popisu stanovništva iz 2011. godine, naselje nije imalo stanovnika te obiteljskih kućanstava. Posljednji pogreb bio je 1974. godine, nakon čega je stanovništvo rastjerano jer je pomagalo u sakrivanju hrvatskog oružanog gerilskog dvojca Matičević – Prpić.